# Thomas Claus
Thomas Pieter Achilles Claus (7 oktober 1963) is een Vlaamse schrijver. Hij studeerde film, fotografie en kunstgeschiedenis. In 2010 debuteerde hij met zijn roman Lucas Somath. Claus is de zoon van de Vlaamse schrijver, dichter en scenarist Hugo Claus én de Nederlandse Elly Overzier.

## Werk
- Lucas Somath, roman, Meulenhoff-Manteau (Antwerpen, 2010), 320 p., ISBN 9789085421924.